# Martinvast
Martinvast är en kommun i departementet Manche i regionen Normandie i norra Frankrike. Kommunen ligger i kantonen Cherbourg-Octeville-Sud-Ouest som tillhör arrondissementet Cherbourg. År 2022 hade Martinvast 1 340 invånare.

## Befolkningsutveckling
Antalet invånare i kommunen Martinvast
| Referens: INSEE |